# Борис Шканата
Борис Шканата (Тиват, 18. мај 1927 — Београд, 20. октобар 1962) био је југословенски пливач.

## Биографија и каријера
Био је први пливач који је 1948. године донео прву титулу Партизану у пливању. Освојио је бронзану медаљу у дисциплини 100 м леђно на Европском првенству у воденим спортовима 1950. године. у Бечу. 
Завршио је седми у истој дисциплини на Летњим олимпијским играма 1952. године.
Погинуо је 20. октобра 1962. године у саобраћајној несрећи, на 25. километру аутопута Београд—Загреб, заједно са играчима Партизана Бруном Белином и Чедомиром Лазаревићем и играчем ФК Раднички Београд, Владимиром Јосиповићем.
Имао је сина Александра, рођеног 1951. године.